# Кава бенгальська
Кава бенгальська, бенгальське кавове дерево (лат. Coffea benghalensis) — вид кави, який зустрічається в Індії, Бангладеш, Бутані та Непалі.

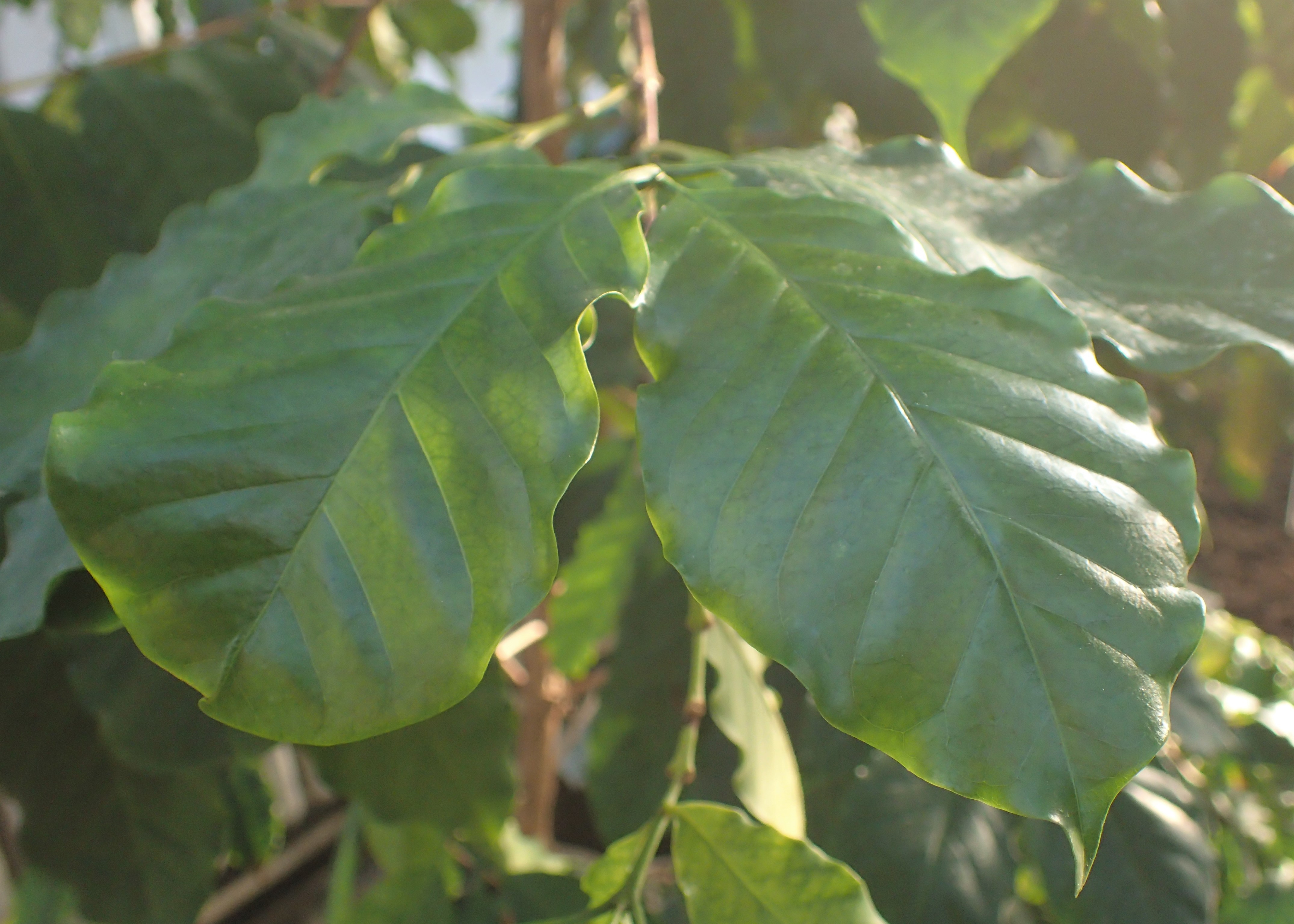
Бенгальське кавове дерево

Зустрічається в тропічних і субтропічних вологих широколистяних лісах у вологих районах, таких як уздовж струмків, але також може бути знайдений у сухих змішаних лісах і лісах, таких як заповідник дикої природи Махананда в Західній Бенгалії, а також у мусонних лісах, де він утворює товстий шар підліску. Це поширений вид у всьому своєму ареалі в таких районах, як ліси Західної Бенгалії та Мегхалаї, а в деяких районах, таких як басейн річки Ґандакі в Непалі, він є основним компонентом чагарникової флори.
Інші ассамські назви цього сорту кави — Козяча квітка, Лекхару тощо.